# Fedora Barbieri
Fedora Barbieri (ur. 4 czerwca 1920 w Trieście, zm. 4 marca 2003 we Florencji) – włoska śpiewaczka operowa, mezzosopran.

## Kariera
Barbieri rozpoczęła karierę w operze we Florencji w 1940 r., lecz trzy lata później wycofała się z profesjonalnego śpiewania ze względu na małżeństwo. Wróciła w 1945, zyskując popularność jako interpretatorka wczesnych oper Claudio Monteverdiego. Szybko przeniosła się do La Scali, a w 1950 r. zadebiutowała w Metropolitan Opera w roli Eboli w Don Carlosie Giuseppe Verdiego. W operze tej zagrała łącznie 96 przedstawień 11 różnych sztuk. W 1958 r. wystąpiła ponownie jako Eboli w przedstawieniu Don Carlosa z okazji stulecia londyńskiego Covent Garden.
Barbieri nigdy nie ogłosiła oficjalnego zakończenia kariery i występowała, acz coraz rzadziej, jeszcze w latach 90. Była tym samym jedną z najdłużej występujących śpiewaczek klasycznych.

## Słynne role
- Eboli w Don Carlosie Giuseppe Verdiego
- Laura w Giocondzie Amilcare Ponchiellego
- Azucena w Trubadurze Verdiego
- Pani Quickly w Falstaffie Verdiego
- Amneris w Aidzie Verdiego
- Ulryka w Balu maskowym Verdiego
- Maddalena w Andrei Chénier Umberto Giordano